# Anna Bērzkalne
Anna Bērzkalne (15 de enero de 1891 - 1 de marzo de 1956) fue una profesora y folclorista letona que fundó los archivos de folclore de Letonia en 1924 y dirigió la organización durante sus primeros cinco años. Su análisis de las baladas populares letonas recibió el lv en 1933. Fue la primera letona en obtener una licenciatura en Estudios Folclóricos y es reconocida como una de las figuras centrales en el desarrollo del estudio folclórico como disciplina académica en Letonia.

## Primeros años
Anna Bērzkalne nació el 15 de enero de 1891 en Āriņš, parroquia de Vējava (ahora municipio de Madona ), Kreis Wenden, en la gobernación de Livonia del Imperio Ruso, hija de Ede (de soltera Reinson) y Juris Bērzkaln. Era la mayor de los cinco hijos de la pareja y nació en la casa familiar de su madre. En 1895 compraron otra casa en Čiglas, en la parroquia de Vestiena. Asistió a la escuela parroquial de Vējava y luego, entre 1903 y 1908, estudió en el gimnasio privado Atis Ķeniņš.Licenciado como profesor, entre 1909 y 1911 Bērzkalne enseñó en la escuela Ķemeri de la parroquia de Alsviķi . Acompañando a un familiar en el ejército, en 1912 viajó por primera vez a la ru y luego fue a Ussuriysk, antes de inscribirse en 1913 en los Cursos Superiores para Mujeres de Kazán. Estudió en el departamento de filología ruso-eslava, tomando cursos de lingüística y folclore con Walter Anderson. Anderson fue uno de los principales instructores de la Escuela Finlandesa de Folclore Ruso. En lugar de evaluar la forma artística o la estructura y el estilo del folclore, Anderson abogó por comparaciones de variaciones históricas y geográficas de cuentos y leyendas populares a lo largo del tiempo. En 1917 defendió su tesis О фонетических изменениях в индоевропейских языках ( Sobre los cambios fonéticos en las lenguas indoeuropeas ) y obtuvo su título de Candidata en Filología. 

## Carrera
Después de recibir su diploma, Bērzkalne trabajó en Kazán en la Escuela de Refugiados de Letonia. Luego dirigió el Departamento de Estadísticas Educativas y desde 1919 trabajó en el Control de Transporte Acuático del Volga. En 1920, tras la conclusión de la guerra de Independencia de Letonia, regresó a Letonia y comenzó a enseñar en la Escuela Secundaria Estatal N.º 2 de Riga. Aunque no le gustaba mucho dar clases de letón, el trabajo le proporcionó unos ingresos estables y le permitió continuar con su investigación. Permaneció en la Escuela N.º 2 hasta 1944.
Mientras todavía enseñaba, en 1922, Bērzkalne reanudó sus estudios académicos con Anderson, estudiando lingüística y folclore en la Universidad de Tartu. En 1924 fundó y se convirtió en directora de los lv . Los Archivos eran un depósito del folclore nacional y apoyaban a los investigadores del folclore. Fue el "primero de su tipo" en los países bálticos. Entre 1924 y 1927, realizó viajes de investigación a Dinamarca, Finlandia y Alemania para estudiar los métodos de archivo utilizados en el extranjero. Bērzkalne mantuvo una extensa correspondencia con más de tres docenas de folcloristas de la escuela finlandesa, como Elsa Enäjärvi-Haavio, Martti Haavio, Kaarle Krohn, Oskar Loorits, fi y fi. Entre 1927 y 1942 compiló bibliografías del folclore letón para su publicación en la Volkskundliche Bibliographie (Bibliografía etnográfica) impresa por Walter de Gruyter & Co. de Berlín. En 1929, se le pidió a Bērzkalne que dimitiera como director de los Archivos. Aparentemente surgió una disputa sobre si los Archivos deberían estar bajo el control de la Autoridad de Monumentos o del Comisariado del Pueblo para la Educación . Dado que los círculos académicos eran casi exclusivamente masculinos en aquella época, fue sustituida por lv, el ministro de Educación.En la década de 1930, publicó la revista internacional finlandesa Folklore Friends' Communications, analizando varias historias populares. En 1933, su publicación en el número 123 de la serie Tipu rādītājs K. Barona Latvju dainu garākām dziesmām ( Tipos de canciones letonas más largas de [Krišjānis] Barons ), recibió el lv. En 1935, Bērzkalne completó sus estudios de doctorado en Tartu. Escribió deliberadamente su tesis en inglés en lugar de alemán como una forma de resistencia no violenta contra la ocupación nazi de Letonia durante la Segunda Guerra Mundial. Defendió su tesis, La canción del joven que murió de dolor: su forma primaria y versiones letonas, en 1942  y se convirtió en la primera folclorista letona en obtener un doctorado en folclorística comparada. Su título no fue reconocido por las autoridades soviéticas.
En 1945, los Archivos del Folclore Letón se trasladaron al Instituto de Folclore de la Universidad de Letonia y Bērzkalne regresó. Su uso estricto de la escuela finlandesa generó críticas en el período de posguerra por parte de lv, que estaba desarrollando un nuevo método soviético para los estudios del folclore. Bērzkalne creía que las exigencias ideológicas a los estudios académicos eran una tontería, pero se ocupó de mejorar sus calificaciones para poder seguir trabajando en la profesión. Entre 1945 y 1950, dio conferencias sobre folklore en la Universidad Estatal de Letonia y trabajó como asistente de investigación en el Instituto de Folklore, pero los ataques de Niedre a sus métodos de investigación la obligaron a intentar adaptarse a los nuevos métodos soviéticos.Junto con otros académicos del período de entreguerras, Bērzkalne fue condenada al ostracismo por su trabajo anterior y los nuevos materiales que intentó presentar, alineados con los ideales, aunque no con la metodología, de los nuevos temas soviéticos, fueron rechazados por los editores. Incapaz de basar su investigación en los "principios pseudoeruditos soviéticos", criticó abiertamente los métodos de Niedre y fue despedida de su cargo. Con la esperanza de volver a calificar tomando exámenes en Moscú para continuar con la investigación folclórica, sus planes fueron abandonados después de que problemas de salud la obligaron a mudarse con la familia de su hermano. Ella se volvió dependiente de él para su apoyo financiero.

## Muerte y legado
Bērzkalne murió el 1 de marzo de 1956 y fue enterrado en el cementerio forestal de Riga. Después de su muerte, fue ignorada durante el período soviético, pero su trabajo ha sido revivido por los estudiosos postsoviéticos. Es reconocida como la primera letona en obtener una licenciatura en Estudios Folclóricos y como fundadora de los Archivos del Folclore Letón. También se la considera una figura central en el desarrollo del estudio folclórico como disciplina académica en Letonia. Autora de 52 estudios, sus publicaciones intentaron llevar tanto el folclore letón al público internacional como el folclore internacional al público letón. Sus artículos se encuentran en la Biblioteca Académica de la Universidad de Letonia.

## Trabajos selectos
- Bērzkalne, Anna (1927). «Mēmie pagasti» [Mute parishes]. Izglītības Ministrijas Mēnešraksts (en latvian) (Riga, Latvia: Latvian Ministry of Education) (12).[21]
- Bērzkalne, Anna (1937). Pamatjēdzieni par tautas dzeju [Basic Concepts of Folk Poetry] (en latvian). Riga, Latvia: D. Zeltiņš. OCLC 42294204.[7][18]
- Bērzkalne, Anna (1938). «Typenverzeichnis lettischer Volksromanzen in der Sammlung Kr. Barons' 'Latvju Dainas'» [Type Index of Latvian Folk Ballads in K. Baron's Collection 'Latvju Dainas']. Folklore Fellows' Communications (en alemán) (Helsinki, Finland: Finnish Academy of Science and Letters) (123). ISSN 0014-5815.[7][18]
- [18]
- Bērzkalne, Anna (1949), Līdzīgi motīvi latviešu bezatskaņu četrrindās un krievu atskaņpantos (častuški) (en latvian). unpublished manuscript submitted to the Archives of Latvian Folklore.[22]
- Bērzkalne, Anna (1949), Biedrs Staļins padomju tautu dziesmās (en latvian). unpublished manuscript submitted to the Latvijas Universitātes Akadēmiskā bibliotēka.[22]
- Bērzkalne, Anna (1950), V. I. Ļeņina tēls padomjtautu dzejā (en latvian). unpublished manuscript submitted to the Latvijas Universitātes Akadēmiskā bibliotēka.[22]
- Bērzkalne, Anna (1950), Biedrs Staļins padomjtautu dziesmās kā sociālistiskās celsmes vadītājs (en latvian). unpublished manuscript submitted to the Latvijas Universitātes Akadēmiskā bibliotēka.[22]